# Islandia na Letnich Igrzyskach Paraolimpijskich 2012
Islandię na Letnich Igrzyskach Paraolimpijskich 2012 w Londynie reprezentowało 4 zawodników. 
Był to dziewiąty start reprezentacji Islandii na Letnich igrzyskach paraolimpijskich.

## Zdobyte medale
| Medal | Zawodnik               | Dyscyplina | Konkurencja                   | Data       |
| ----- | ---------------------- | ---------- | ----------------------------- | ---------- |
| Złoto | Jon Margeir Sverrisson | Pływanie   | 200 metrów st. dowolnym (S14) | 2 września |

## Kadra

### Lekkoatletyka
Mężczyźni
| Zawodnik        | Konkurencja             | Kwalifikacje | Kwalifikacje | Finał   | Finał   |
| Zawodnik        | Konkurencja             | Wynik        | Pozycja      | Wynik   | Pozycja |
| --------------- | ----------------------- | ------------ | ------------ | ------- | ------- |
| Helgi Sveinsson | 100m (T42)              | 15.64        | 5.           | NQ      | NQ      |
| Helgi Sveinsson | skok w dal (F42/44)     | —            | —            | 4.25 m  | 10.     |
| Helgi Sveinsson | rzut oszczepem (F42/44) | —            | —            | 47.61 m | 5.      |

Kobiety
| Zawodnik                    | Konkurencja         | Kwalifikacje | Kwalifikacje | Finał | Finał   |
| Zawodnik                    | Konkurencja         | Wynik        | Pozycja      | Wynik | Pozycja |
| --------------------------- | ------------------- | ------------ | ------------ | ----- | ------- |
| Matthildur Thorsteinsdottir | 100m (T37)          | 15.89        | 8.           | NQ    | NQ      |
| Matthildur Thorsteinsdottir | 200m (T37)          | 32.16        | 6.           | NQ    | NQ      |
| Matthildur Thorsteinsdottir | skok w dal (F37/38) | —            | —            | 4.08  | 8.      |

### Pływanie
Mężczyźni
| Zawodnik               | Konkurencja                 | Kwalifikacje | Kwalifikacje | Finał   | Finał   |
| Zawodnik               | Konkurencja                 | Czas         | Pozycja      | Czas    | Pozycja |
| ---------------------- | --------------------------- | ------------ | ------------ | ------- | ------- |
| Jon Margeir Sverrisson | 200 m st. dowolnym (S14)    | 2:00.32      | 2. Q         | 1:59.62 |         |
| Jon Margeir Sverrisson | 100 m st. grzbietowym (S14) | 1:10.72      | 17.          | NQ      | NQ      |
| Jon Margeir Sverrisson | 100 m st. klasycznym (SB14) | 1:13.91      | 11.          | NQ      | NQ      |

Kobiety
| Zawodnik                   | Konkurencja                 | Kwalifikacje | Kwalifikacje | Finał | Finał   |
| Zawodnik                   | Konkurencja                 | Czas         | Pozycja      | Czas  | Pozycja |
| -------------------------- | --------------------------- | ------------ | ------------ | ----- | ------- |
| Kolbrun Alda Stefansdottir | 200 m st. dowolnym (S14)    | 2:24.57      | 12.          | NQ    | NQ      |
| Kolbrun Alda Stefansdottir | 100 m st. grzbietowym (S14) | 1:21.61      | 14.          | NQ    | NQ      |
| Kolbrun Alda Stefansdottir | 100 m st. klasycznym (SB14) | 1:30.58      | 14.          | NQ    | NQ      |